# Synagoga w Zamościu-Nowym Mieście
Synagoga w Zamościu-Nowym Mieście – synagoga znajdująca się w Zamościu, na Nowym Mieście (zwanym dawniej Nową Osadą), przy ulicy Gminnej 32.
Synagoga została zbudowana w latach 1866–1872. Rozbudowano ją w latach 1909–1913, dzięki czemu mogła pomieścić większą liczbę wiernych. Podczas II wojny światowej hitlerowcy spalili synagogę, lecz jej konstrukcja się nie zawaliła.
Po zakończeniu wojny, w latach 1948–1950 budynek synagogi przebudowano na przedszkole, które znajduje się w nim do dziś. Poza przedszkolem, do roku 2015 znajdował się tu również zbór Kościoła Zielonoświątkowego (przeniesiony do innego budynku w mieście).